# Savisaari (ö i Finland, Kajanaland, Kajana, lat 64,26, long 27,60)
Savisaari är en ö i Finland. Den ligger i sjön Ule träsk och i kommunen Kajana i den ekonomiska regionen  Kajana ekonomiska region  och landskapet Kajanaland, i den centrala delen av landet, 500 km norr om huvudstaden Helsingfors. Öns area är 28,5 hektar och dess största längd är 1 kilometer i öst-västlig riktning.